# Parafreutreta felina
Parafreutreta felina är en tvåvingeart som beskrevs av Munro 1939. Parafreutreta felina ingår i släktet Parafreutreta och familjen borrflugor. Inga underarter finns listade i Catalogue of Life.